# Heaven and Hell (banda)
Heaven & Hell foi uma colaboração musical dos membros do Black Sabbath Tony Iommi e Geezer Butler, juntamente com os ex-membros Ronnie James Dio e Vinny Appice. Os quatro membros do Heaven & Hell foram registrados numa turnê em conjunto como Black Sabbath da formação Mob Rules (1981–1982). A reunião foi facilitada pelo fato do membro co-fundador do Black Sabbath, Ozzy Osbourne, ter saído em uma turnê solo durante esse tempo.
Devido à projeção e continuação da formação original (Iommi, Butler, Bill Ward e Osbourne) e em 2006 a introdução da formação no Hall da Fama do Rock and Roll, Iommi (proprietário do nome Black Sabbath) decidiu chamar o grupo de Heaven & Hell. A ideia foi tomada a partir do primeiro álbum gravado pelo Dio no Sabbath, Heaven and Hell.
Em 2006, enquanto o grupo reunificado gravou três novas canções para o álbum compilação The Dio Years, eles decidiram partir para uma turnê de 2007–2008. Como resultado da tour, em 2007 lançaram um registro ao vivo em CD duplo e DVD chamado Live from Radio City Music Hall. O álbum obteve tanto êxito que ganhou certificado de ouro em vendas pela RIAA no mesmo ano.
Empolgados pela recepção das músicas inéditas da coletânea Dio Years, o quarteto se reuniu para gravar o primeiro disco de estúdio juntos desde 1992. Com um estilo heavy/doom metal, marca registrada do Sabbath, lançaram o disco The Devil You Know em 2009. O disco teve ótimo desempenho nas paradas e foi aclamado pela crítica e pelos fãs, presenteados com mais uma obra-prima do grupo britânico.
Após um cancelamento da turnê europeia devido a problemas de saúde em 2009, o vocalista Ronnie James Dio faleceu no dia 16 de maio de 2010, vítima de câncer no estômago. E o projeto teve seu fim.
Em 24 de julho de 2010, os restantes membros se reuniram para gravar um último show, com os vocalistas Glenn Hughes e Jorn Lande, em tributo a Dio.
Em novembro de 2010 foi lançado um álbum póstumo da banda intitulado Neon Nights: 30 Years of Heaven & Hell, que consiste num DVD com a apresentação da banda no Wacken Open Air 2009.

## Formação
- Ronnie James Dio - vocal, teclados (2006 – 2010)
- Tony Iommi - guitarra (2006 – 2010)
- Geezer Butler - baixo (2006 – 2010)
- Vinny Appice - bateria (2006 – 2010)

com
- Scott Warren - teclados, guitarra (turnê, offstage) (2007 – 2010)

## Discografia

Logotipo

| Ano  | Detalhes do álbum                                                                      | Posições nas paradas | Posições nas paradas | Posições nas paradas | Posições nas paradas | Posições nas paradas    | Posições nas paradas | Posições nas paradas | Posições nas paradas | Posições nas paradas | Posições nas paradas |
| Ano  | Detalhes do álbum                                                                      | EUA                  | AUT                  | CAN                  | FIN                  | ALE [carece de fontes?] | NOR                  | SUE                  | SUI                  | UK                   |                      |
| ---- | -------------------------------------------------------------------------------------- | -------------------- | -------------------- | -------------------- | -------------------- | ----------------------- | -------------------- | -------------------- | -------------------- | -------------------- | -------------------- |
| 2009 | The Devil You Know - Lançado: 28 de abril de 2009 - Gravadora: Rhino - Formato: CD, LP | 8                    | 37                   | 24                   | 5                    | 17                      | 15                   | 36                   | 31                   | 21                   |                      |

Ao vivo
| Ano  | Título                                 | CD | DVD | Certificado da RIAA                    |
| ---- | -------------------------------------- | -- | --- | -------------------------------------- |
| 2007 | Live from Radio City Music Hall        | 99 | X   | Ouro[carece de fontes?] Longform Video |
| 2010 | Neon Nights: 30 Years of Heaven & Hell |    |     |                                        |